# Peter Hannan
Peter John Hannan (Newark; 13 de agosto de 1954) es un productor de televisión, animador, escritor y cantautor estadounidense.
Hannan es el creador y productor ejecutivo de la serie de televisión animada de Nickelodeon, CatDog, supervisando todos los aspectos (escritura, guion gráfico, diseño de personajes, dirección de arte, y posproducción) de los episodios y especiales vacacionales. También produjo "Fetch", el tema corto de teatro de CatDog y una película de TV de noventa minutos llamada CatDog: The Great Parent Mystery. También escribió y cantó el tema musical de CatDog.
Hannan es autor e ilustrador de The Sillyville Saga: "Sillyville or Bust," "Escape from Camp Wannabarf," "School After Dark: Lessons in Lunacy," y "The Battle of Sillyville: Live Silly or Die!"
A partir de 2008, está trabajando en una variedad de proyectos de libro, juego, TV y película, incluyendo una serie de seis novelas ilustradas de grado medio para HarperCollins llamado Super Goofballs, que cuenta con un sorprendente grupo de lunáticos vengadores: "Super Goofballs #1: That Stinking Feeling," "Super Goofballs #2: Goofballs in Paradise," "Super Goofballs #3: Super Underwear...and Beyond!," "Super Goofballs #4: Attack of the 50-Foot Alien Creep-oids!," "Super Goofballs #5: Doomed in Dreamland," "Super Goofballs #6: Battle of the Brain-sucking Robots." A partir de 2008 él está trabajando en un álbum ilustrado y otra serie de novelas ilustradas de grado medio llamada "Wally, King of Flurb" — también para HarperCollins.
A partir de 2008, vive en California con su esposa e hijos.